# 정기 (촉한)

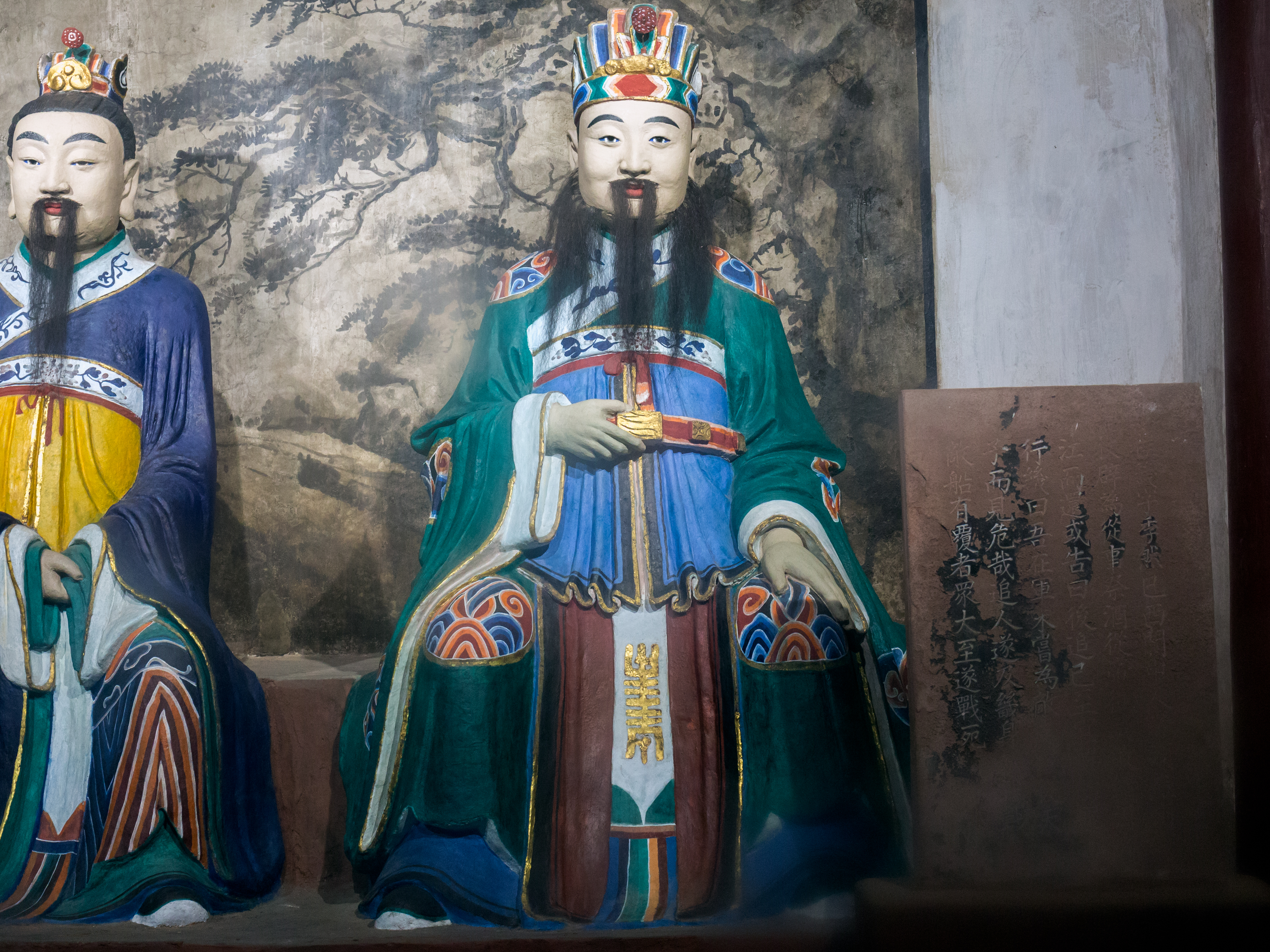
청두시 한소열묘에 있는 정기의 상

정기(중국어: 程畿, 병음: Chéng Jī 청지[*], ?~222년)는 중국 후한 말기와 삼국 시대 촉나라의 정치인이다. 자는 계연(중국어: 季然, 병음: Jìrán 지란[*])이다. 이릉 대전에 유비 휘하로 종군했고 유비를 지키기 위해 동오와 싸우다가 전사했다.

## 생애
익주 파서군 낭중현(閬中縣) 사람이다. 원래 유장의 부하였다. 유장은 중랑장(中郞將) 방희로 하여금 장로를 막게 했는데, 누군가가 방희를 모함하자 유장은 방희를 의심하였다. 조위(趙韙)는 방희를 옹호했으나 유장이 받아들이지 않자 원망하는 마음을 품고 있다가, 200년 반란을 일으켜 수만 명을 끌어모으고 성도(成都)를 포위하였다.
이때 정기는 한창(漢昌) 현령이었는데, 조위의 반란 때문에 불안해하던 방희는 정기의 아들 정욱(程郁)을 보내 익주에 있던 소수민족인 종족(賨族) 출신 병사들을 내줄 것을 요구하였다. 그러나 정기는 다른 뜻을 품은 것이라면 명령을 따를 수 없다면서 병사를 보내지 않았다. 방희가 재차 정욱을 보내자 <의롭지 않은 일은 죽는 한이 있어도 할 수 없다>면서 끝내 따르지 않았다.
화가 난 방희가 정욱을 죽이겠다고 협박하자, 정기는 아들을 삶은 국을 보내준다면 자신도 마시겠다면서 끝까지 맞섰다. 결국 방희가 유장에게 사죄하고 조위의 반란이 진압되면서 사태는 해결되었다. 이 일을 전해들은 유장은 정기를 강양태수(江陽太守)로 임명했다.
유비가 유장을 몰아내고 익주를 차지한 후 정기를 종사좨주(從事祭酒)로 삼았다. 이후 유비가 오나라를 공격할 때 참전했는데 222년 이릉 대전에서 오군의 화공으로 인해 촉군이 대패했을 때, 장강을 거슬러 올라오며 물러나다가 뒤쫓아온 오군에게 따라잡혔다.
주위 사람들은 배를 버리고 가벼운 차림으로 달아날 것을 권했으나 듣지 않고 끝까지 싸우다가 죽었다.

## 같이 보기
- 삼국지 인물 목록